# Vaira Vīķe-Freiberga
Vaira Vīķe-Freiberga GColIH (Riga, 1 de dezembro de 1937) é uma política da Letônia, foi presidente da Letônia, de 1999 até 2007. Foi eleita pela primeira vez em 1999 e reeleita em 2003.

## Carreira
Dra. Vaira Freiberga é professora e estudiosa interdisciplinar, tendo publicado onze livros e inúmeros artigos, ensaios e capítulos de livros, além de suas extensas palestras. Como Presidente da República da Letônia de 1999–2007, ela foi fundamental para se tornar membro da União Europeia e da OTAN para seu país. Ela é ativa na política internacional, foi nomeada enviada especial do Secretário-Geral para a reforma das Nações Unidas e foi candidata oficial para Secretário-Geral da ONU em 2006.
Ela continua ativa na arena internacional e continua a falar em defesa da liberdade, igualdade e justiça social, e pela necessidade de a Europa reconhecer toda a sua história. É uma conhecida pró-europeia, como tal, em dezembro de 2007 foi nomeada vice-presidente do grupo de reflexão sobre o futuro a longo prazo da União Europeia. Também é conhecida por seu trabalho em psicolinguística, semiótica e análise da literatura oral de seu país natal.
Após sua presidência, Vaira Vīķe-Freiberga serviu como Presidente do Clube de Madrid, o maior fórum mundial de ex-Chefes de Estado e de Governo, de 2014 a 2020. Ela também é membro do Conselho de Programa Internacional da a Reunião Europeia de Praga.
A 29 de Maio de 2003 foi agraciada com o Grande-Colar da Ordem do Infante D. Henrique de Portugal.
Foi sucedida por Valdis Zatlers a partir de 8 de julho de 2007.

### Presidente da Letônia
Vaira Vīķe-Freiberga tornou-se presidente da Letónia em 1999. Embora não fosse candidata na primeira votação, foi redigida pelo Saeima (Parlamento da Letónia) e foi eleita Presidente da Letónia em 20 de Junho. Ela foi empossada em 8 de julho. Seu índice de aprovação variou entre 70% e 85%, e em 2003 ela foi reeleita para um segundo mandato de quatro anos com 88 votos em 96.
Ela exerceu ativamente os poderes conferidos ao Presidente pela Constituição da República da Letônia. Ela também desempenhou um papel de liderança na conquista da adesão da Letônia à OTAN e à União Europeia. Ela foi oradora convidada em vários eventos internacionais (como a sessão conjunta do Congresso dos Estados Unidos, em junho de 2006), bem como uma erudita aberta sobre questões sociais, valores morais, diálogo histórico europeu e democracia. Durante sua presidência, ela visitou regularmente cidades e vilarejos para se encontrar pessoalmente com seus constituintes e recebia milhares de cartas por ano de letões.
Em abril de 2005, o secretário-geral das Nações Unidas, Kofi Annan, nomeou Vīķe-Freiberga como membro de sua equipe de líderes políticos globais, ajudando a promover sua ampla agenda de reformas. Em setembro de 2006, os três Estados Bálticos anunciaram oficialmente sua candidatura ao cargo de Secretário-Geral das Nações Unidas.